# Isabelle d'Arménie (1275-1323)
Pour les articles homonymes, voir Isabelle d'Arménie.
Isabelle d'Arménie, née vers 1275, assassinée en 1323, est la fille de Léon III, roi d'Arménie, et de Kyranna de Lampron.
Elle épouse en 1292 Amaury II de Lusignan (1272-1310), prince titulaire de Tyr,  gouverneur et régent de Chypre et a pour enfants :
- Hugues (mort en 1323), seigneur de Crusoche ;
- Henri, assassiné en 1323 ;
- Guy (mort en 1344), gouverneur de Serre, roi d'Arménie sous le nom de Constantin IV ;
- Jean (mort en 1343), connétable et régent d'Arménie ;
- Bohémond (mort en 1344), seigneur de Korikos ;
- Marie, mariée à Léon IV, roi d'Arménie.

Le baron arménien Oshin de Korikos, régent du royaume, la considère comme une menace et la fait assassiner à Sis en mai 1323, ainsi que ses fils Hugues et Henri.